# Пію вохристощокий
Пію вохристощокий (Synallaxis scutata) — вид горобцеподібних птахів родини горнерових (Furnariidae). Мешкає в Південній Америці.

## Підвиди
Виділяють два підвиди:

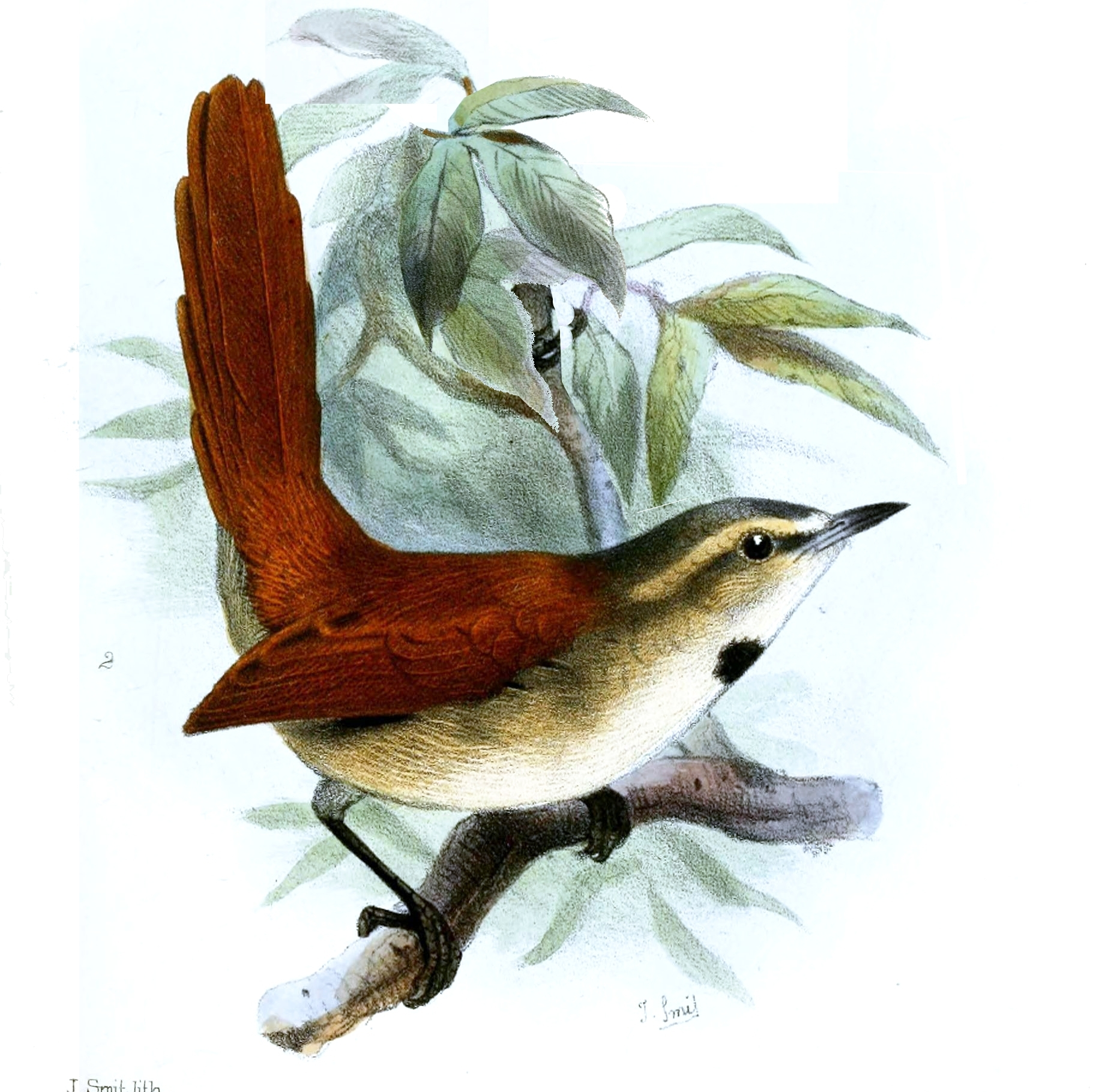
Вохристощокий пію

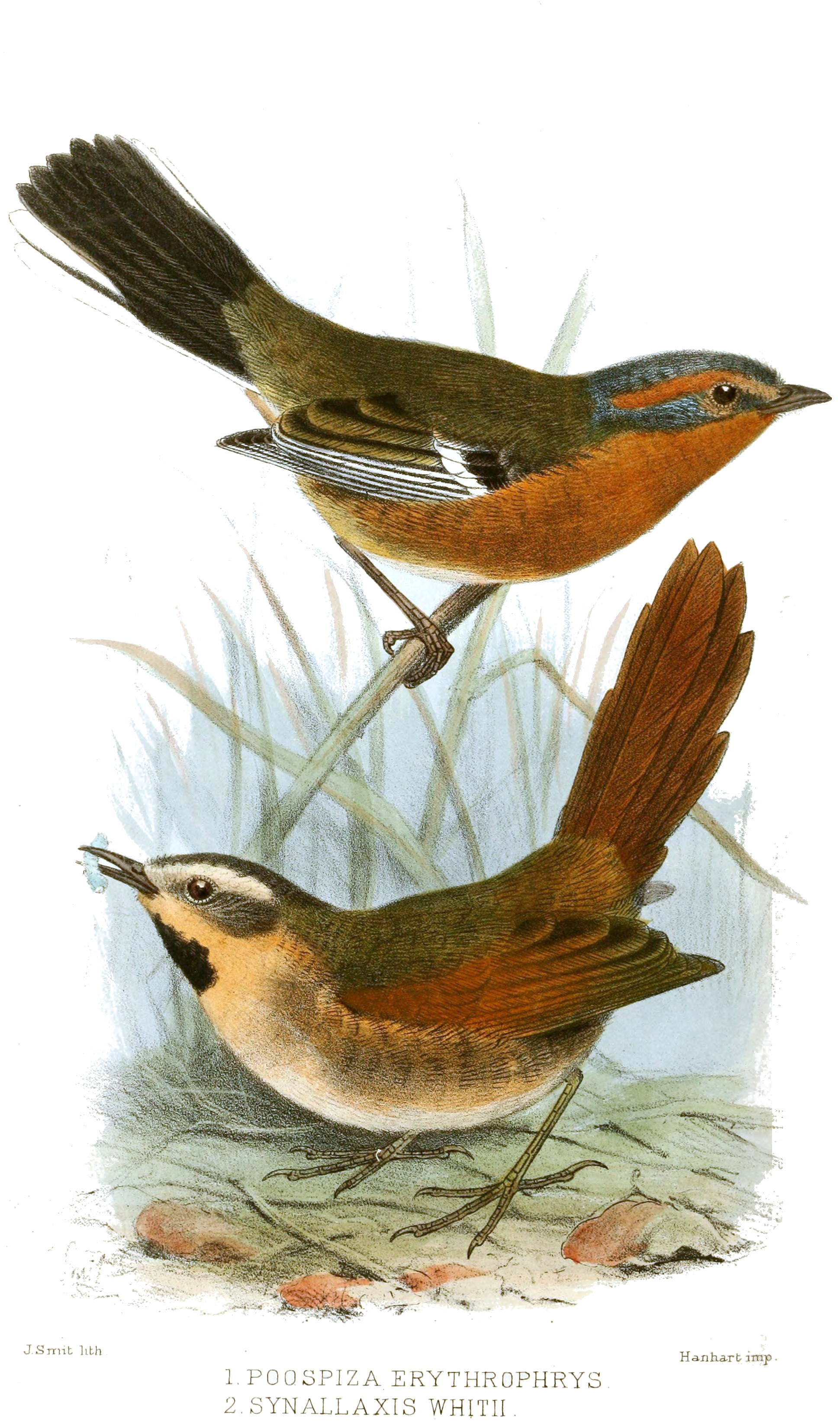
Рудоброва свертушка (зверху) і вохристощокий пію (підвид S. s. whitii, знизу)

- S. s. scutata Sclater, PL, 1859 — східна і центральна Бразилія (від Пари і Мараньяну до Сеари і Баїї та до півночі Мату-Гросу, півдня Мінас-Жерайсу і півночі Сан-Паулу);
- S. s. whitii Sclater, PL, 1881 — південна Бразилія (південь Мату-Гросу), південно-східна Болівія (Санта-Крус, Чукісака, Тариха), крайній північний захід Парагваю і північно-західна Аргентина (Жужуй, Сальта, можливо, західна Формоса, на південь до Катамарки), а також на південному сході Перу (Пуно) та на північному заході Болівії (Ла-Пас).

## Поширення і екологія
Вохристощокі пію мешкають в Бразилії, Аргентині, Парагваї, Болівії і Перу. Вони живуть в підліску сухих тропічних лісів та на узліссях вологих тропічних лісів. Зустрічаються на висоті до 1700 м над рівнем моря.